# Dr. House (6. řada)
Šestá řada seriálu Dr. House následovala po páté řadě a předcházela sedmé řadě seriálu Dr. House. Má celkem 22 dílů a byla premiérově vysílána od září 2009 do května 2010.

## Díly
| Č. v seriálu                                                                                                 | Č. v řadě | Původní název      | Český název              | Režie               | Scénář                                                    | Premiéra v USA     | Premiéra v ČR      |
| --- | --------- | ------------------ | ------------------------ | ------------------- | --------------------------------------------------------- | ------------------ | ------------------ |
| 111 | 1         | Broken (Part 1)    | Zlomený (1. část)        | Katie Jacobs        | Russel Friend, Garrett Lerner, David Foster a David Shore | 21. září 2009      | 5. května 2010     |
| Konečná diagnóza: epizoda bez pacienta                                                                       |           |                    |                          |                     |                                                           |                    |                    |
| 112 | 2         | Broken (Part 2)    | Zlomený (2. část)        | Katie Jacobs        | Russel Friend, Garrett Lerner, David Foster a David Shore | 21. září 2009      | 12. května 2010    |
| Konečná diagnóza: epizoda bez pacienta                                                                       |           |                    |                          |                     |                                                           |                    |                    |
| 113 | 3         | Epic Fail          | Impozantní selhání       | Greg Yaitanes       | Sara Hess a Liz Friedman                                  | 28. září 2009      | 19. května 2010    |
| Konečná diagnóza: Fabryho nemoc                                                                              |           |                    |                          |                     |                                                           |                    |                    |
| 114 | 4         | The Tyrant         | Tyran                    | David Straiton      | Peter Blake                                               | 5. října 2009      | 26. května 2010    |
| Konečná diagnóza: blastomykóza, Chasem zaviněné úmrtí                                                        |           |                    |                          |                     |                                                           |                    |                    |
| 115 | 5         | Instant Karma      | Okamžitá karma           | Greg Yaitanes       | Thomas L. Moran                                           | 12. října 2009     | 2. června 2010     |
| Konečná diagnóza: primární antifosfolipidový syndrom                                                         |           |                    |                          |                     |                                                           |                    |                    |
| 116 | 6         | Brave Heart        | Statečné srdce           | Matt Shakman        | Lawrence Kaplow                                           | 19. října 2009     | 9. června 2010     |
| Konečná diagnóza: nitrolebeční vakovité aneurysma                                                            |           |                    |                          |                     |                                                           |                    |                    |
| 117 | 7         | Known Unknowns     | Známí neznámí            | Greg Yaitanes       | Matthew V. Lewis a Doris Egan                             | 9. listopadu 2009  | 8. září 2010       |
| Konečná diagnóza: Vibrio vulnificus a hemochromatóza                                                         |           |                    |                          |                     |                                                           |                    |                    |
| 118 | 8         | Teamwork           | Týmová práce             | David Straiton      | Eli Attie                                                 | 16. listopadu 2009 | 15. září 2010      |
| Konečná diagnóza: Strongyloidóza a Crohnova nemoc                                                            |           |                    |                          |                     |                                                           |                    |                    |
| 119 | 9         | Ignorance is Bliss | Blažená nevědomost       | Greg Yaitanes       | David Hoselton                                            | 23. listopadu 2009 | 22. září 2010      |
| Konečná diagnóza: trombocytopenická purpura (TTP) komplikovaná vícečetnými slezinami + intoxikace DXM        |           |                    |                          |                     |                                                           |                    |                    |
| 120 | 10        | Wilson             | Wilson                   | Lesli Linka Glatter | David Foster                                              | 30. listopadu 2009 | 29. září 2010      |
| Konečná diagnóza: Akutní lymfoblastická leukémie (ALL)                                                       |           |                    |                          |                     |                                                           |                    |                    |
| 121 | 11        | The Down Low       | Hluboko skryté tajemství | Nick Gomez          | Sara Hess a Liz Friedman                                  | 11. ledna 2010     | 6. října 2010      |
| Konečná diagnóza: Hughesův-Stovinův syndrom                                                                  |           |                    |                          |                     |                                                           |                    |                    |
| 122 | 12        | Remorse            | Výčitky svědomí          | Andrew Bernstein    | Peter Blake                                               | 25. ledna 2010     | 13. října 2010     |
| Konečná diagnóza: psychopatie, Wilsonova choroba                                                             |           |                    |                          |                     |                                                           |                    |                    |
| 123 | 13        | Moving the Chains  | Tah na branku            | David Straiton      | Russel Friend a Garrett Lerner                            | 1. února 2010      | 20. října 2010     |
| Konečná diagnóza: melanom                                                                                    |           |                    |                          |                     |                                                           |                    |                    |
| 124 | 14        | 5 to 9             | Od pěti do devíti        | Andrew Bernstein    | Thomas L. Moran                                           | 8. února 2010      | 27. října 2010     |
| Konečná diagnóza: žádná                                                                                      |           |                    |                          |                     |                                                           |                    |                    |
| 125 | 15        | Private Lives      | Soukromé životy          | Sanford Bookstaver  | Doris Egan                                                | 8. března 2010     | 3. listopadu 2010  |
| Konečná diagnóza: Whippleova choroba                                                                         |           |                    |                          |                     |                                                           |                    |                    |
| 126 | 16        | Black Hole         | Černá díra               | Greg Yaitanes       | Lawrence Kaplow                                           | 15. března 2010    | 10. listopadu 2010 |
| Konečná diagnóza: hypersenzitivní alergie způsobená cerebelární schistosomiázou                              |           |                    |                          |                     |                                                           |                    |                    |
| 127 | 17        | Lockdown           | Uzavření                 | Hugh Laurie         | Eli Attie, Peter Blake, Russell Friend a Garrett Lerner   | 12. dubna 2010     | 17. listopadu 2010 |
| Konečná diagnóza: žádná                                                                                      |           |                    |                          |                     |                                                           |                    |                    |
| 128 | 18        | Knight Fall        | Rytířův pád              | Juan J. Campanella  | John C. Kelley                                            | 19. dubna 2010     | 24. listopadu 2010 |
| Konečná diagnóza: užívání anabolických steroidů ovlivněné jedem bolehlavu                                    |           |                    |                          |                     |                                                           |                    |                    |
| 129 | 19        | Open and Shut      | Otevřít a zavřít         | Greg Yaitanes       | Liz Friedman & Sara Hess                                  | 26. dubna 2010     | 1. prosince 2010   |
| Konečná diagnóza: Henochova-Schönleinova purpura                                                             |           |                    |                          |                     |                                                           |                    |                    |
| 130 | 20        | The Choice         | Volba                    | Juan J. Campanella  | David Hoselton                                            | 3. května 2010     | 8. prosince 2010   |
| Konečná diagnóza: Arnoldova-Chiariho malformace                                                              |           |                    |                          |                     |                                                           |                    |                    |
| 131 | 21        | Baggage            | Balast                   | David Straiton      | Doris Egan a David Foster                                 | 10. května 2010    | 15. prosince 2010  |
| Konečná diagnóza: alergická reakce na tetování                                                               |           |                    |                          |                     |                                                           |                    |                    |
| 132 | 22        | Help Me            | Pomozte                  | Greg Yaitanes       | Peter Blake, Russel Friend a Garrett Lerner               | 17. května 2010    | 22. prosince 2010  |
| Konečná diagnóza: tuková embolie způsobená amputací (Hannah), arachnoidální cysta v dolní části páteře (Jay) |           |                    |                          |                     |                                                           |                    |                    |